# The Town and the City
The Town and the City ist ein Roman des US-amerikanischen Schriftstellers Jack Kerouac, der 1950 beim Verlag Harcourt Brace erschien. Es war das erste große Werk, das Kerouac veröffentlichte, der später durch seinen zweiten Roman Unterwegs (1957) berühmt wurde. Wie alle Hauptwerke von Jack Kerouac ist The Town and the City in erster Linie ein autobiografischer Roman, allerdings nicht so direkt wie die meisten seiner anderen Werke. The Town and the City wurde über mehrere Jahre auf konventionelle Weise geschrieben, und das Werk war romanhafter als nach Kerouacs Aneignung der schnell geschriebenen „spontanen Prosa“ (spontaneous prose). The Town and the City wurde geschrieben, bevor Kerouac seinen eigenen Stil entwickelte und ist stark von Thomas Wolfe beeinflusst (bis zum Titel, der an Wolfes Werk The Web and the Rock (deutsch: Geweb und Fels) erinnert).
Der Roman konzentriert sich, wie schon im Titel angedeutet, auf zwei Orte: zum einen den frühen Kreis der Beat Generation im New York City der späten 1940er Jahre, zum anderen die Kleinstadt Galloway, Massachusetts, aus der der Protagonist stammt, bevor er dank eines Footballstipendiums aufs College geht. Galloway stellt die Stadt Lowell, Massachusetts, dar, durch die der Merrimack River fließt und in der Kerouac aufwuchs. Die Erfahrungen des jungen Peter Martin, der um den Erfolg in der High-School-Footballmannschaft  kämpft, sind weitgehend die von Jack Kerouac. In seinem letzten Werk Vanity of Duluoz, das 1968 erschien, kommt er auf dieses Thema zurück.

## Personen
Die titelgebende „City“ bildet mehrere Figuren des frühen Kreises der Beatniks ab: Allen Ginsberg (als Leon Levinsky), Lucien Carr (als Kenneth Wood), William S. Burroughs (als Will Dennison), Herbert Huncke (als Junky), David Kammerer (als Waldo Meister), Edie Parker (als Judie Smith) und Joan Vollmer Adams (als Mary Dennison). Gegen Ende des Romans stirbt die Figur des Waldo Meister, als sie aus dem Fenster von Kenneth Woods Wohnung stürzt. Dies ist ein fernes Echo des realen Ereignis: David Kammerer, der von Lucien Carr wohl aus Notwehr erstochen wird. Im Roman nimmt die Polizei einen Suizid an. Eine Version der Ereignisse, die näher an der Wahrheit liegt, lässt sich in Vanity of Duluoz finden.

## Geschichte des Manuskripts bis zur Veröffentlichung
Laut Ellis Amburn, der die letzten beiden Romane von Jack Kerouac herausgab und die Biografie Subterranean Kerouac schrieb, begann Kerouac Ende 1945 The Town and the City zu schreiben. Er sandte das fertige Manuskript 1948 an Thomas Wolfes Verlagshaus, Charles Scribner’s Sons. Kerouac erzählte seinem Freund Allen Ginsberg, dass er hoffe, sich mit Wolfes Lektor Maxwell Perkins zu treffen, nicht wissend, dass Perkins im Vorjahr verstorben war. Scribner’s lehnte das Buch ab.
Ginsberg bat Mark Van Doren, seinen früheren Hochschullehrer von der Columbia University (die auch Kerouac besucht hatte), um Hilfe. Van Doren arrangierte ein Interview mit Alfred Kazin, der als Literaturscout für Harcourt Brace arbeitete. Kerouac schaffte es nicht zum Interview mit Kazin, aber Ginsberg machte Kerouac mit dem New Yorker Lektor Ed Stringham bekannt, der ein Treffen zwischen Kerouac und dem Cheflektor von Viking Press organisierte. Kazin las das Manuskript und empfahl das Buch weiter.
Im Dezember 1948 lehnte Scribner’s das Manuskript erneut ab, trotz der Änderungen, die Kerouac an dem Text vorgenommen hatte. Im selben Monat lehnte auch Little, Brown and Company das Buch ab und wies die Herausgabe wegen dessen Überlänge zurück, die bedeutete, dass das Buch für ein Erstlingswerk unbezahlbar sein würde. Die Hauptkosten, die bei der Veröffentlichung eines Debütromans entstehen, sind die Kosten für Papier und Einband, und ein langes Buch macht es für den Verleger schwieriger, die Kosten zu decken.
Nachdem er Leseproben von The Town and the City und Kerouacs unfertiges Werk Doctor Sax gelesen hatte, empfahl Mark Van Doren den Roman im März 1949 an Robert Giroux vom Verlag Harcourt Brace weiter. Giroux war wie Van Doren und Kerouac mit der Columbia University verbunden. Giroux war von dem 1.100 Seiten langen Manuskript beeindruckt, das er hinsichtlich seiner Lyrik und Poesie mit Wolfes Schau heimwärts, Engel verglich, und er bot Kerouac 1.000 Dollar Vorschuss auf seine Tantiemen an. Er verlangte, dass das Manuskript gekürzt werde, um die Produktionskosten zu senken. Laut Kerouacs Freund John Clellon Holmes dauerte die Bearbeitung von The Town and the City unter Aufsicht von Giroux Monate. Giroux wollte einen 500 Seiten langen Roman, der für den damaligen Standardpreis von 3,50 Dollar pro Exemplar verkauft werden könne. Nach etlichen Monaten wurden die Probeabzüge im November 1949 fertiggestellt. Das Erscheinungsdatum wurde auf Februar 1950 festgelegt, mit einer Auflage von 15.000 Exemplaren, von denen 10.500 gebunden wurden. Die zusätzlichen 4.500 Sätze wurden eingelagert, falls der Bedarf weitere Exemplare erfordern sollte. Der englische Verlag Eyre & Spottiswoode kaufte die britischen Rechte an dem Buch und bereitete für das Jahr 1950 eine eigene Ausgabe vor. 
Kerouac entschied sich, für das Buch den Namen „John Kerouac“ zu verwenden. Spätere Taschenbuch- und Hardcover-Ausgaben verwendeten jedoch anstelle von John den Namen „Jack Kerouac“. Kerouac widmete das Buch Robert Giroux, „Freund und Herausgeber“. Giroux teilte Kerouac mit, dass der Filmproduzent David O. Selznick daran interessiert sei, die Rechte an dem Buch zu erwerben. Die Veröffentlichung des Romans wurde schließlich auf den 2. März 1950 verschoben. Das Buch erhielt gute Kritiken von Charles Poore, der es für die New York Times besprach, und von John Brooks, der es für die Book Review rezensierte. Von Kritikern des New Yorker und der Saturday Review wurde das Buch verrissen. Das Buch war kein Erfolg und im September 1950 beklagte sich Kerouac in einem Brief an einen Kritiker aus Worcester (Massachusetts), der das Buch gelobt hatte, dass es sich nicht mehr verkaufe. Kerouac verdiente kein Geld mehr mit The Town and the City, da seine Tantiemen seinen Vorschuss nicht überstiegen und ein Film nie zustande kam.
Später lehnte Giroux im Jahr 1951 den Roman Unterwegs sowie alle anderen Werke Kerouacs ab, die ihm über die Jahre vorgelegt wurden. Die Ablehnung von Unterwegs beendete gewissermaßen Kerouacs persönliche und geschäftliche Beziehung mit Giroux, den er als Freund betrachtet hatte, sowie seine geschäftliche Beziehung zu Harcourt Brace. Es würden weitere sechs Jahre vergehen, bevor er wieder publizierte, als Viking Press auf Drängen von Malcolm Cowley den Roman Unterwegs herausgab.

## Textausgabe (Original)
- The Town and the City Harcourt Brace, New York 1950